# Nymphia Wind
Leo Tsao (chinois : 曹米駬), plus connu sous le nom de scène Nymphia Wind, est une drag queen américano-taïwanaise, principalement connue pour avoir participé et gagné la seizième saison de RuPaul's Drag Race,,.

## Carrière
Inspiré par les girl groups de K-pop, Leo Tsao développe une passion pour la mode et le drag pendant ses études en Angleterre,. Il commence à performer comme drag queen en 2018 à Taipei et emménage dans le quartier de Brooklyn, à New York, en 2022,,.
Le 6 décembre 2023, Nymphia Wind est annoncée comme l'une des quatorze candidates de la seizième saison de RuPaul's Drag Race, qu'elle remporte,.
Leo Tsao exerce également en tant que costumier après l'obtention de son Bachelor of Arts de l'Université des arts créatifs de Rochester,.

## Vie privée
Leo Tsao naît le 23 juillet 1995 à Los Angeles, en Californie, et grandit à Taïwan élevé par sa mère,,.